# Norrviken
Norrviken este o arie protejată (arie specială de conservare — SAC, sit de importanță comunitară — SCI) din Suedia întinsă pe o suprafață de 28,4 ha, integral pe uscat.

## Localizare
Centrul sitului Norrviken este situat la coordonatele 60°55′39″N 14°34′59″E / 60.9275°N 14.5831°E.

## Înființare
Situl Norrviken a fost declarat sit de importanță comunitară în aprilie 2003 pentru a proteja 1 specie de animale. Situl a fost protejat și ca arie specială de conservare în martie 2011.

## Biodiversitate
Situată în ecoregiunea boreală, aria protejată conține 1 habitat natural: Pajiști cu Molinia pe soluri calcaroase, turboase sau argilos-nămoloase (Molinion caeruleae).
La baza desemnării sitului se află o specie protejată de  nevertebrate: Vertigo geyeri.